# Pycnostega stilbia
Pycnostega stilbia är en fjärilsart som beskrevs av Louis Beethoven Prout 1922. Pycnostega stilbia ingår i släktet Pycnostega och familjen mätare. Inga underarter finns listade.